# Nazionale maschile di pallacanestro di Saint Kitts e Nevis
La nazionale di pallacanestro di Saint Kitts e Nevis è la rappresentativa cestistica di Saint Kitts e Nevis ed è posta sotto l'egida della Federazione cestistica di Saint Kitts e Nevis.

## Piazzamenti

### Campionati caraibici
- 2006 - 8º

## Formazioni

### Campionati caraibici
Campionato caraibico maschile di pallacanestro 2000Clark, Hendricks, Bradley, Noland, Glasford, Philipp, All. -
Campionato caraibico maschile di pallacanestro 20064 Gaton, 5 Caines, 6 Huggins, 7 Davis, 8 Fyfield, 9 McSheene, 10 Morris, 11 Duggins, 12 Natta, 13 Maynard, 14 Stevens, 15 Duncan,        All. -